# Blandine Kriegel
Blandine Kriegel (Neuilly-sur-Seine, 1 de diciembre de 1943) es una filósofa, profesora de universidad, antigua presidenta del Haut Conseil à l'intégration, consejera de Jacques Chirac y antiguo miembro del Comité consultatif national d'ethique.
Fue ayudante de Michel Foucault en el Colegio de Francia.

## Biografía
Es la hija del resistente, jurista y diputado comunista Maurice Kriegel-Valrimont y de la resistente Paulette Lesouëf de Brévillier, la sobrina de la historiadora y resistente Annie Kriegel y la prima de la periodista y escritora Danièle Kriegel. En 1967, se incorpora a la Unión de las juventudes comunistas marxistas-léninistes. Obtiene la habilitación en filosofía en 1968 y trabaja como profesora de filosofía en el liceo de Amiens. Rompe con el compromiso político en 1970. Investigadora del CNRS en 1978.
Rompe con el marxismo tras la publicación de L'État et les Esclaves en 1979. Defiende su tesis de filosofía en la Universidad de Lyon, bajo la dirección del profesor Bernard Burgués. En 1984 el presidente de la República François Mitterrand le encarga una misión para la modernización del Estado que da lugar a diversas publicaciones. En 1994, pasa a ser profesora en la Universidad Paris Ouest Nanterre La Défense. 
En 2002, preside la misión evaluadora, de análisis y propuestas relativas a la emisión de programas violentos en televisión, que hace un informe dirigido al ministro de Cultura, Jean-Jacques Aillagon. Sin embargo, sus conclusiones no fueron apreciadas por «la prensa post sesenta y ocho», según las palabras de Alain Finkielkraut. Fue nombrada presidenta del Haut Conseil à l'intégration en octubre de 2002.
También se ha dedicado a dar a conocer a la ciudadanía francófona la corriente intelectual llamada «Escuela de Cambridge»[cita requerida] (John Greville Agard Pocock, Quentin Skinner). En 2008, fue propuesta como comendadora de la orden nacional de la Legión de Honor.
En 2011, en La République et le Prince moderne, sostiene que la primera auténtica revolución «republicana» en Europa fue la de los Países Bajos, que con el Acta de abjuración redactada por los Estados del norte en la que se proclamaba la desobediencia al rey de España Felipe II, se anticiparon en dos siglos a los avances logrados en Estados Unidos de América en 1776 y en la Francia de 1789.
Desde 2012, pertenece al Comité pour l'histoire préfectorale.

### Compromisos sociales y políticos
Después de haber sido simpatizante del Partido socialista, en 1995, apoya la candidatura de Jacques Chirac en las elecciones presidenciales. 
Está en contra de la discriminación positiva pero es miembro del comité de apadrinamiento de la asociación Marianne de la diversidad.

## Vida privada
Es la esposa de Philippe Barret, después de Alexandre Adler.

## Obras
- L’État et les Esclaves, 1979 ISBN 978-2702103340
- Les Chemins de l’État, 1986 ISBN 978-2702113448
- L’État et la Démocratie, 1986 ISBN 2110015748
- Les Historiens et la Monarchie, 1988 
  - Tomo 1 : Jean Mabillon ISBN 978-2130479024
  - Tomo 2 : La Défaite de l'érudition ISBN 978-2130479031
  - Tomo 3 : Les Académies de l'histoire ISBN 978-2130479048
  - Tomo 4 : La République incertaine ISBN 978-2130479055
- Les Droits de l’homme et le Droit naturel, 1989 ISBN 978-2130428732
- Propos sur la démocratie, 1994
- La Politique de la raison, 1994
- La Cité républicaine, 1996
- L'Histoire de l'âge classique, 4 volumes, Paris, PUF, 1996.
- Philosophie de la République, Paris, Plon, 1998.
- La Défaite de l'érudition, Paris, PUF, 1998.
- Le Sang, la justice, la politique, 1999
- Réflexions sur la justice, Paris, Plon, 2001.
- État de droit ou Empire ?, Paris, Bayard, 2002.
- Études et intégration : Avis sur le logement des personnes immigrées ; Rapport statistique annuel ; Présentation de l'Institut d'études, Paris, Documentation française, 2008.
- Querelles françaises, avec Alexis Lacroix, Paris, Grasset, 2009.
- Le Big bang et après ?, avec Alexandre Adler, Marc Fumaroli et Trinh Xuan Thuan, Paris, Albin Michel, 2010.
- La République et le Prince moderne, Paris, PUF, 2011 ISBN 2-1305-8557-4.